# Battra
Battra, (ja. バトラ) är en fiktiv jättefjäril i filmen Godzilla vs. Mothra (1992).
Han har en spännvidd på 180 meter, och väger 33 000 ton. Hans maxhastighet är Mach 2,5.
Battra skapades av jordens livskraft för många miljoner år sedan, för att förgöra Kosmos, ett mycket intelligent släkte som dock skadade jorden i sina försök att kontrollera naturen. Kosmos försvarades dock av en annan jättefjäril, Mothra. Mothra och Battra utkämpade en våldsam kamp, där Mothra vann, men där Kosmos-civilisationen ändå lades i ruiner.
Battra föll sedan i dvala, men väcktes av ett meteoritnedslag i nutid. Battras vrål är en ändrad version av Rodans vrål.